# Günter Albrecht (Soziologe)
Günter Albrecht (* 7. Januar 1943 in Duisburg) ist ein deutscher Soziologe, der sich insbesondere darum bemühte, im Feld der Sozialarbeit Wirkungsmöglichkeiten für Soziologen zu erschließen.

## Werdegang
Albrecht studierte von 1962 bis 1967 Germanistik, Philosophie, Geschichte, Geographie und Soziologie an der Universität zu Köln. Nach dem Staatsexamen wurde er Assistent bei René König. Seit 1969 war er zudem Redaktionssekretär der Kölner Zeitschrift für Soziologie und Sozialpsychologie, deren Herausgeber er 1972 wurde (mit König, Fritz Sack und Alphons Silbermann). Albrecht wurde 1972 bei René König in Köln zum Dr. phil. promoviert und vertrat ebendort als Wissenschaftlicher Rat und Professor den Bereich Soziologie der Sozialarbeit. Mit Fritz Sack und Hansjürgen Daheim war er Herausgeber der 1973 erschienenen König-Festschrift. Seit 1978 ist er ordentlicher Professor für Soziologie an der Universität Bielefeld, seit 2008 als Emeritus.
Albrechts Arbeitsschwerpunkte liegen in den Bereichen: Soziale Probleme, Abweichendes Verhalten, Soziale Kontrolle, Sozialökologie und Mobilitätsforschung, Gemeindesoziologie sowie Familiensoziologie.

## Schriften (Auswahl)
- Soziologie der geographischen Mobilität: zugleich ein Beitrag zur Soziologie des sozialen Wandels, Stuttgart: Enke, 1972 (zugleich Dissertationsschrift)
- Soziale Probleme und soziale Kontrolle: neue empirische Forschungen, Bestandsaufnahmen und kritische Analysen, Opladen: Westdeutscher Verlag, 1982 (hrsg. mit Manfred Brusten), ISBN 3-531-11596-0
- Handbuch soziale Probleme, Opladen; Wiesbaden : Westdeutscher Verlag, 1999 (als Hrsg.), ISBN 3-531-12117-0
- Gewaltkriminalität zwischen Mythos und Realität, Frankfurt am Main: Suhrkamp, 2001 (als Hrsg.), ISBN 3-518-12222-3.